# Porpidia stephanodes
Porpidia stephanodes är en lavart som först beskrevs av Stirt., och fick sitt nu gällande namn av Hertel 1984. Porpidia stephanodes ingår i släktet Porpidia och familjen Porpidiaceae.   Inga underarter finns listade i Catalogue of Life.